# Helen Schifano
Helen Schifano (Bremen, 16 de abril de 1921) é uma ex-ginasta que competiu em provas de ginástica artística pelos Estados Unidos.
Foi a primeira medalhista norte-americana em uma edição olímpica da ginástica artística feminina. Junto as companheiras Ladislava Bakanic, Marian Barone, Consetta Carruccio-Lenz, Dorothy Dalton, Meta Elste-Neumann, Clara Schroth-Lomady e Anita Simonis, foi superada pelas tchecas e húngaras, conquistando o bronze nas Olimpíadas de Londres, na única prova feminina disputada: a por equipes. Apesar do primeiro pódio olímpico, Helen foi mais conhecida por sua carreira após a aposentadoria das competições. Escreveu dez livros, colaborou para edições da International Gymnasts, foi treinadora, instrutora e administradora para a modalidade artística.